# طواف بايرن 2015
طواف بايرن 2015 (بالألمانية: Bayern Rundfahrt 2015 )‏ هو سباق دراجات هوائية، وهو الموسم رقم 36 من السباق، وأقيم في 2015، وأقيم خلال الفترة 13 مايو 2015، وحتى 17 مايو 2015، وامتدّ لمسافة 830.6 كيلومتر، وهو أحد سباقات طواف أوروبا للدراجات 2015، وهو من نوع سباق المرحلة، وقد شارك في السباق 131 متسابقاً ووصل إلى نهايته 118 متسابقاً.
فاز فيه بالمركز الأول اليكس داوست، وبالمركز الثاني تياجو ماتشادو، وبالمركز الثالث جان بارتا، والفريق الفائز في ترتيب الفرق كانونديل جارمين 2015.

## الفرق
| فرق عالمية (5)- Cannondale-Garmin - Giant-Alpecin - IAM Cycling - Katusha - Movistar Team فرق قارية محترفة (8)- Bora-Argon 18 - Cofidis, Solutions Crédits - Colombia (cycling team) ‏ - Cult Energy Pro Cycling ‏ - MTN-Qhubeka - رومبوت تشارلز ‏ - ساوث إيست 2015 ‏ - Wanty-Groupe Gobert فرق قارية (6)- بايك أيد 2015 ‏ - Team Heizomat ‏ - LKT Team Brandenburg ‏ - Rad-Net Oßwald ‏ - Stölting Service Group (cycling team) ‏ - 0711 Cycling ‏ |  |
| |  |

## الفائزون
| الترتيب    | الفائز              |
| ---------- | ------------------- |
| الفائز     | اليكس داوست         |
| الثاني     | تياجو ماتشادو       |
| الثالث     | جان بارتا           |
| حسب النقاط | جون ديجينكولب       |
| تسلق الجبل | Frederik Veuchelen ‏ |
| أفضل شاب   | ديلان فان بارلي     |
| الفريق     | (label missing)     |